# Bartolo Consolo
Bartolo Consolo (4 de noviembre de 1949, Roma) es un dirigente deportivo italiano. 

## Biografía
Después de una temprana carrera brillante como atleta, cestas, nadador y jugador de waterpolo, se convierte en el presidente de la Rari Nantes Perugia, escuadra de la ciudad de su adopción y posterior de presidente del AS Roma, sociedad histórica en la que ha querido jugador de waterpolo.
- En 1983, durante el XXI Campeonato de Europa en Roma, fue otorgado el nombramiento del Presidente del Comité Organizador, una posición tan sólo un año antes de su Vicepresidente de la Federación Italiana de Natación.

- El 7 de marzo de 1987 fue elegido Presidente de la Federación Italiana de Natación, que, bajo su liderazgo, va a ganar cada vez deportivas logros alcanzados en la historia del mundo de waterpolo. Los hombres italianos, en particular, a la victoria consecutiva de los Juegos Olímpicos, Copa de la FINA, Campeonato Europeo y Campeonato Mundial.

- En 1988, por iniciativa propia, la Confederación de Natación del Mediterráneo (COMENA), que es nombrado Presidente. Consolo seguirá enc||abezando este órgano hasta 1997. En 1990, en Belgrado, fue elegido Presidente de la Liga Europea de Natación. Es la primera vez que un presidente de la Federación Italiana de Natación tiene esta oficina muy importante. En 1991 se incorporó a la junta de la Federación Internacional de Natación. En 1992 fue nombrado Vicepresidente de F.I.N.A.

- En 1994, además de ser confirmado como Presidente de la LEN, Bartolo Consolo, se las arregla para llevar el proyecto a llevar en Italia, en Roma, el VII Campeonato Mundial de Natación, el mayor evento de natación después de los Juegos Olímpicos. En 1996 fue Vice President de la FINA confirmó, el presidente de la FIN y el presidente de Panathlon de Roma.

- En 1998, por tercera vez consecutiva, Bartolo Consolo es confirmado, por aclamación, Presidente de la LEN. En 2000 fue nombrado Secretario General de la FINA. En 2004 fue elegido Presidente de la Fondazione Giulio Onesti y se confirmó el Secretario General de la FINA. También en 2004, Bartolo Consolo es confirmado como Presidente de la LEN

- En 2008, Bartolo Consolo ha sido nombrado Presidente Honorario Vitalicio de la LEN

Bajo su liderazgo, la Liga Europea de Natación ha hecho un desarrollo espectacular. Hoy en día L.E.N. organizó a cientos de eventos cada año con la participación de todos los países del continente. En la temporada 2007-08, en particular, se jugó bajo los auspicios de la LEN alrededor de 1200 partidos de polo acuático.

## Logros
Con la presidencia de Bartolo Consolo, además, LEN dio un impulso notable a la difusión del waterpolo en Europa con la reestructuración de las Copas de Europa masculina y femenina, con el nacimiento de la Euroliga (evento que hoy ha tomado un nivel técnico notable, junto con un creciente interés del público y los medios de comunicación) y con la reestructuración de los campeonatos de Europa de las Naciones, que a partir de 2010 se asegurará una mayor difusión del deporte, así como el crecimiento técnico de los equipos participantes a través de una mayor posibilidad de confrontación que en la actualidad.
La actividad fructífera en el mundo del deporte, y la de los empleados, llevó Bartolo Consolo obtuvo prestigiosos galardones, como la Estrella de Oro al Mérito de Deportes fue nombrado Caballero oficial de la República Italiana, la caballero de la Orden de Malta y caballero de la Orden de los Santos Mauricio y Lázaro.